# Сибирко, Вячеслав Георгиевич
Вячеслав Георгиевич Сибирко (1928 — ?) — советский хозяйственный, государственный и политический деятель.

## Биография
Родился в 1928 году. Член КПСС с 1953 года.
С 1950 года — на хозяйственной, общественной и политической работе. В 1950—1999 гг. — зоотехник, главный зоотехник Россошанского птицекомбината, директор государственного племенного птицеводческого завода «Большевик» Бобровского района Воронежской области.
Избирался депутатом Верховного Совета РСФСР 9-го созыва.

## Награды
- Орден «За заслуги перед Отечеством» III степени (22 марта 1999).
- Орден «За заслуги перед Отечеством» IV степени (5 октября 1995).
- Орден Ленина.
- Орден Октябрьской Революции.
- Орден Трудового Красного Знамени.
- Орден «Знак Почёта».